# Port Suhar
Port Sohar – port morski w Omanie, nad Zatoką Perską, w pobliżu miasta Suhar, 220 kilometrów na północny zachód od Maskatu.
Budowę rozpoczęto w 1999 jako wspólne przedsięwzięcie sułtanatu Omanu i Portu w Rotterdamie. W 2004 do portu zawinął pierwszy statek.
W 2007 obsłużył 577 statków o łącznej nośności 13 121 813 ton. W 2009 do portu zawinęło 1013 statków.
W 2010 utworzono tu strefę wolnocłową.
Minimalna głębokość wejścia do portu to 15,6 m.
Port składa się z głównego basenu, małej przystani rybackiej i mola.